# Granatroter Saftling
Der Granatrote oder Größte Saftling (Hygrocybe punicea) ist eine Pilzart aus der Gattung der Saftlinge.

## Merkmale
Die Fruchtkörper des Granatroten Saftling werden 3–15 cm breit, der klebrige bis schleimige Hut ist glockenförmig bis breit konisch und oft breit gebuckelt. Seine Farbe ist blut- bis dunkelrot mit bräunlichem Hauch, manchmal mit schmalem gelben Rand, er ist hygrophan (nass fleckig werdend). Die entferntstehenden, meist bauchigen Lamellen sind am Grund durch Queradern (Anastomosen) verbunden und am Stiel ausgebuchtet, aber schmal angewachsen. Sie sind zinnober- bis bräunlichrot und besitzen einen gelblichen Rand. Der Stiel wird 3–15 cm lang und bis 1,5 cm breit, er ist trocken, längsfaserig, an der Basis weiß, ansonsten gelb bis orangerot, manchmal mit dunkleren Fasern und dazwischenliegendem weißem Reif.

## Vorkommen

### Ökologie
Der Granatrote Saftling verlangt saure Böden, er wächst auf Triften, Magerwiesen und wenig gedüngten Weiden, auf Waldlichtungen und grasreichen Waldrändern. Typische Begleitpflanzen in Mitteleuropa sind Besenheide, Borstgras und das Rotstängelmoos (Pleurozium schreberi). Die Fruchtkörper erscheinen im Spätsommer und Herbst.
Der Granatrote Saftling ist wie viele Angehörige der Gattung Saftlinge durch Nährstoffeintrag und Überdüngung seiner Lebensräume gefährdet.

### Verbreitung
Der Granatrote Saftling ist weit verbreitet, er kommt in Australien (dort eingeschleppt?), in Nordasien von Sibirien bis Korea und Japan, in Nordamerika und auf den Kanarischen Inseln vor. In Europa ist er weit verbreitet, wenn auch überall selten, und ist von Südeuropa bis Island, den Färöer-Inseln und Spitzbergen gefunden worden. In Deutschland ist die Art weit verbreitet, aber unterschiedlich dicht vorkommend, im Flach- und Hügelland selten.

### Gefährdung
Die Art steht auf der Roten Liste gefährdeter Arten als VU (vulnerable = gefährdet). Ebenso als gefährdet wird sie in der Roten Liste der Großpilze Deutschlands aufgelistet (Gefährdungskategorie 3).

## Bedeutung
Die Art gilt als essbar. In Deutschland ist sie allerdings besonders geschützt und darf nicht gesammelt werden.
Im Naturschutz dient sie wie auch andere Saftlinge als Indikator für wertvolle, nährstoffarme Grasgesellschaften.

## Artabgrenzung
Der Granatrote Saftling ist durch seinen auffälligen Habitus gut kenntlich. Ähnlich große Fruchtkörper bildet der verwandte Prächtige Saftling (Hygrocybe splendissima), der einen noch intensiver roten Hut sowie einen oftmals aufgeblähten, hohlen Stiel hat und beim Eintrocknen nach Honig riecht.
Etwas kleiner ist der Kirschrote Saftling (Hygrocybe coccinea). Zudem ist sein Hut intensiver rot gefärbt, sein Stiel glatt und seine Lamellen breiter am Stiel angewachsen.